# La Tour-Blanche-Cercles
La Tour-Blanche-Cercles is een gemeente in het Franse departement Dordogne (regio Nouvelle-Aquitaine). De plaats maakt deel uit van het arrondissement Périgueux. La Tour-Blanche-Cercles is op 1 januari 2017 ontstaan door de fusie van de gemeenten Cercles en La Tour-Blanche. De gemeente telde 549 inwoners op 1 januari 2022.

## Geografie
De oppervlakte van La Tour-Blanche-Cercles bedraagt 23,28 km², de bevolkingsdichtheid is 25 inwoners per km² (per 1 januari 2019).
De onderstaande kaart toont de ligging van La Tour-Blanche-Cercles met de belangrijkste infrastructuur en aangrenzende gemeenten.

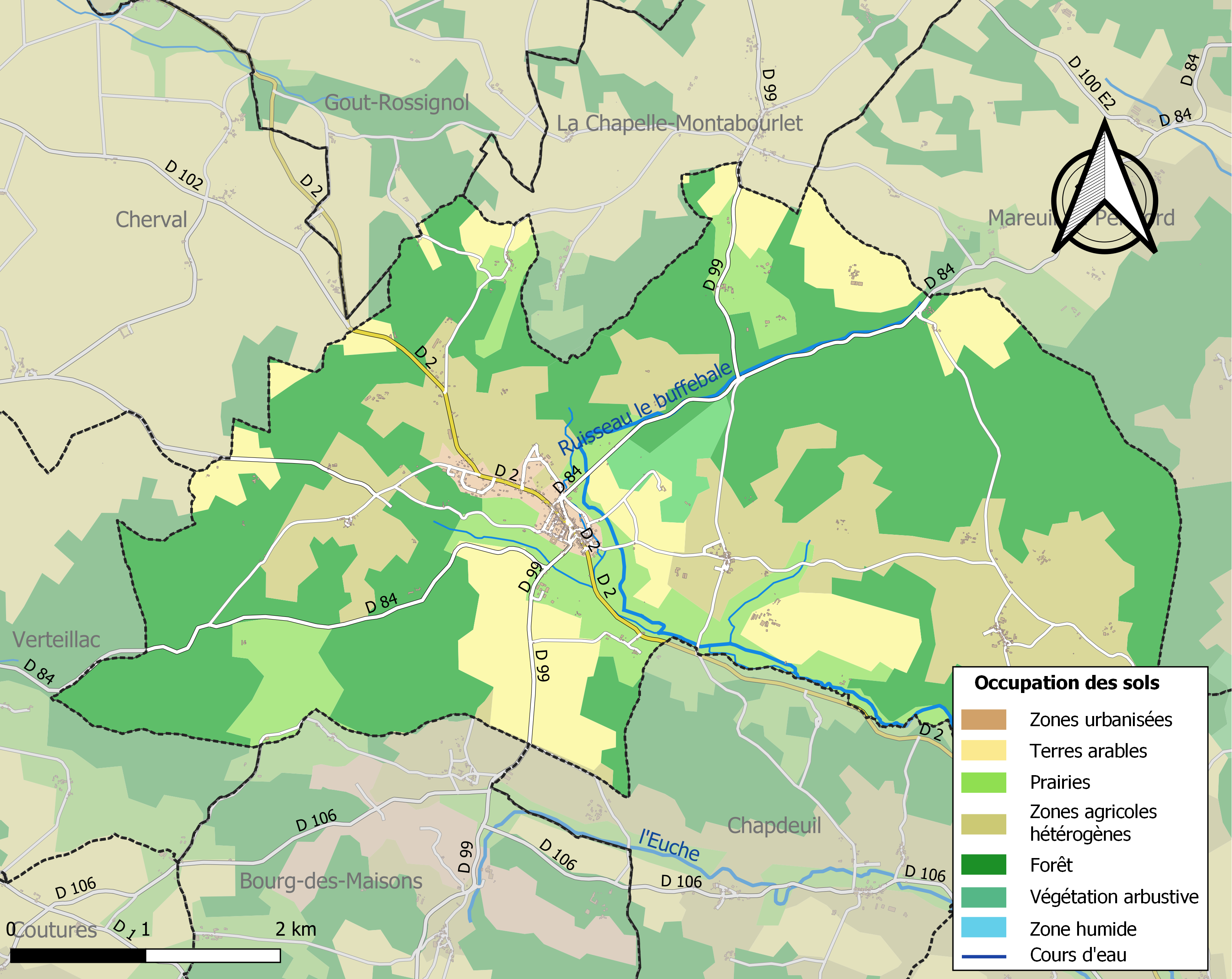